# Бильково (Кадуйский район)
Бильково — деревня в Кадуйском районе Вологодской области .
Входит в состав Никольского сельского поселения, с точки зрения административно-территориального деления — в Никольский сельсовет.
Расстояние по автодороге до районного центра Кадуя — 34 км, до центра муниципального образования села Никольское — 10 км. Ближайшие населённые пункты — Бузыкино, Ишкобой, Спиренская.
По переписи 2002 года население — 44734 человека.